# آرتور تانزلی
آرتور تانزلی (انگلیسی: Arthur Tansley; ۱۵ اوت ۱۸۷۱ – ۲۵ نوامبر ۱۹۵۵) یک گیاهشناس اهل بریتانیا بود. او در سال ۱۹۳۵ میلادی برای نخستین بار مفهوم و تعریفی از اکوسیستم ارائه داد.